# 平和観音寺

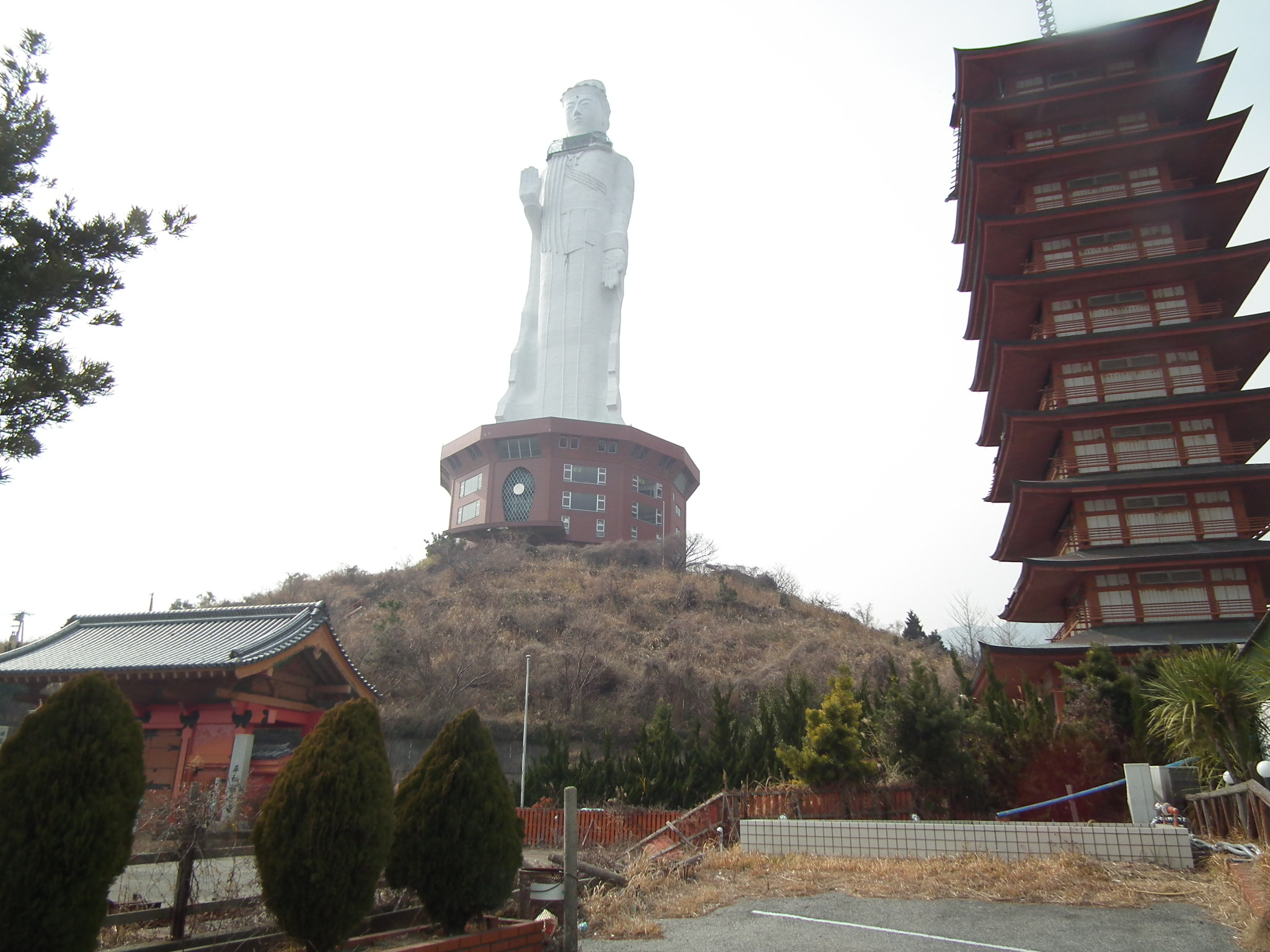
かつての平和観音寺と世界平和大観音像

平和観音寺（へいわかんのんじ）は、兵庫県淡路市釜口にあった寺院・博物館。正式名称は「豊清山平和観音寺」だが、宗教法人の認証は得ていない。
土台を含めた高さは100メートル、像自体の高さ80メートルの「世界平和大観音像」は、建造当時は世界最大の像として話題になり、また空撮映像などにおいて、その圧倒的なスケールの大きさが話題になることが多かった。
しかし2006年2月26日に閉館し、その後は管理されず、廃墟となる。老朽化により、崩壊が進むなど周囲への危険も生じたことから問題となっていたが、相続人不在により国家管理となり、2022年に解体撤去され、消滅した。

## 概要

### 建立と内装
大阪市西区を中心にオフィスビル、賃貸マンション、ビジネスホテルなどの経営で財を成したオクウチグループの創業者の奥内豊吉が私財を投じ、出身地である淡路島に1982年に建立したものである。100メートルの巨大な観音菩薩像が施設の中心となっているほか、敷地内には十重之塔（高さ約40メートル）、五百羅漢像、「自由の女神像」のレプリカ、蒸気機関車D51 828も置かれていた。

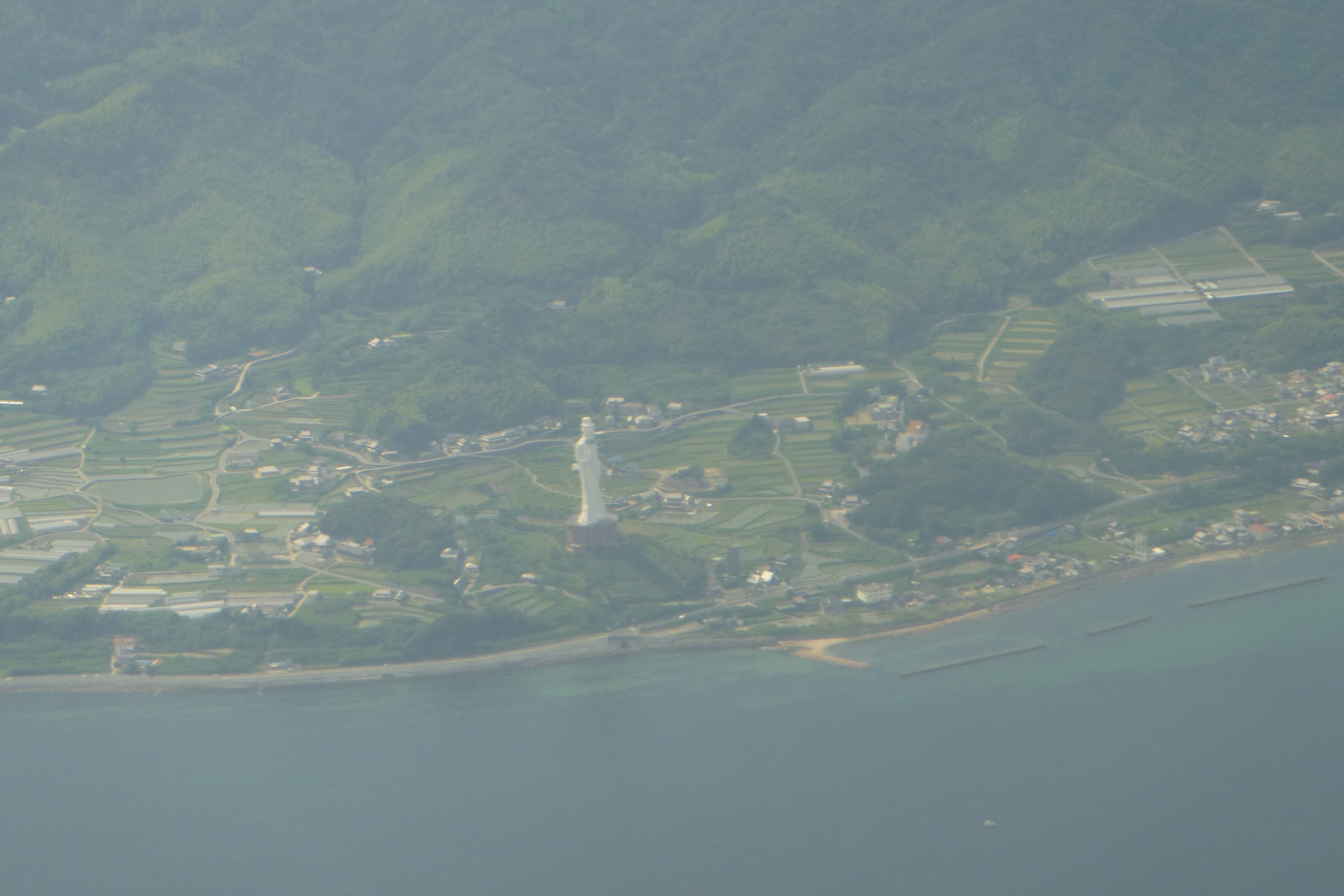
空から見る平和観音寺

上階ならびに地階のほとんどは奥内の個人コレクションからなる博物館である。観音像の首の下付近には大阪の街並みや大阪湾を一望する展望台が設けられているが、強風の日などはこの場に立つと大きく揺れるありさまであった。この展望台がむち打ち症治療用のギプスを連想させることから「むち打ち観音」の異名を持つ。内部4階にはかつて海の見える展望レストランも存在したが、経営が悪化すると休業となった。
観光客誘致目的で建立された当初は、多い日には2000人の来客を集め周囲にも波及効果があったものの、この異様な展示内容が一部好事家らにマニア受けしたのみで、一般観光客や観光業界・地元からは異端視されており、管理の杜撰さも手伝って顧みられることはなくなっていった。

### 閉館後の老朽化
1988年に奥内が死去し、妻が遺志を引き継いで営業を継続するも、その妻も2006年死去したことから閉館され、次第に荒廃し廃墟となった。
閉館後は遺族が相続を放棄したため、アメリカのリーマン・ブラザーズ系金融機関が一時債権を保有したが、同社が2008年9月に世界金融危機により会社更生法を申請したため、別会社へ債権が移行した。神戸地方裁判所により2007年から2008年にかけて競売にかけられたものの、入札者はなかった。
以後は全く管理されておらず、経年劣化によりコンクリートの破片などが周辺に落下するなどのトラブルも発生していたが、複雑な権利関係により撤去は進まず、地元では問題となった。倒壊の危険も出てきたため、対応を協議する機関として淡路市が2009年5月に「世界平和大観音像検討委員会」を設置した。

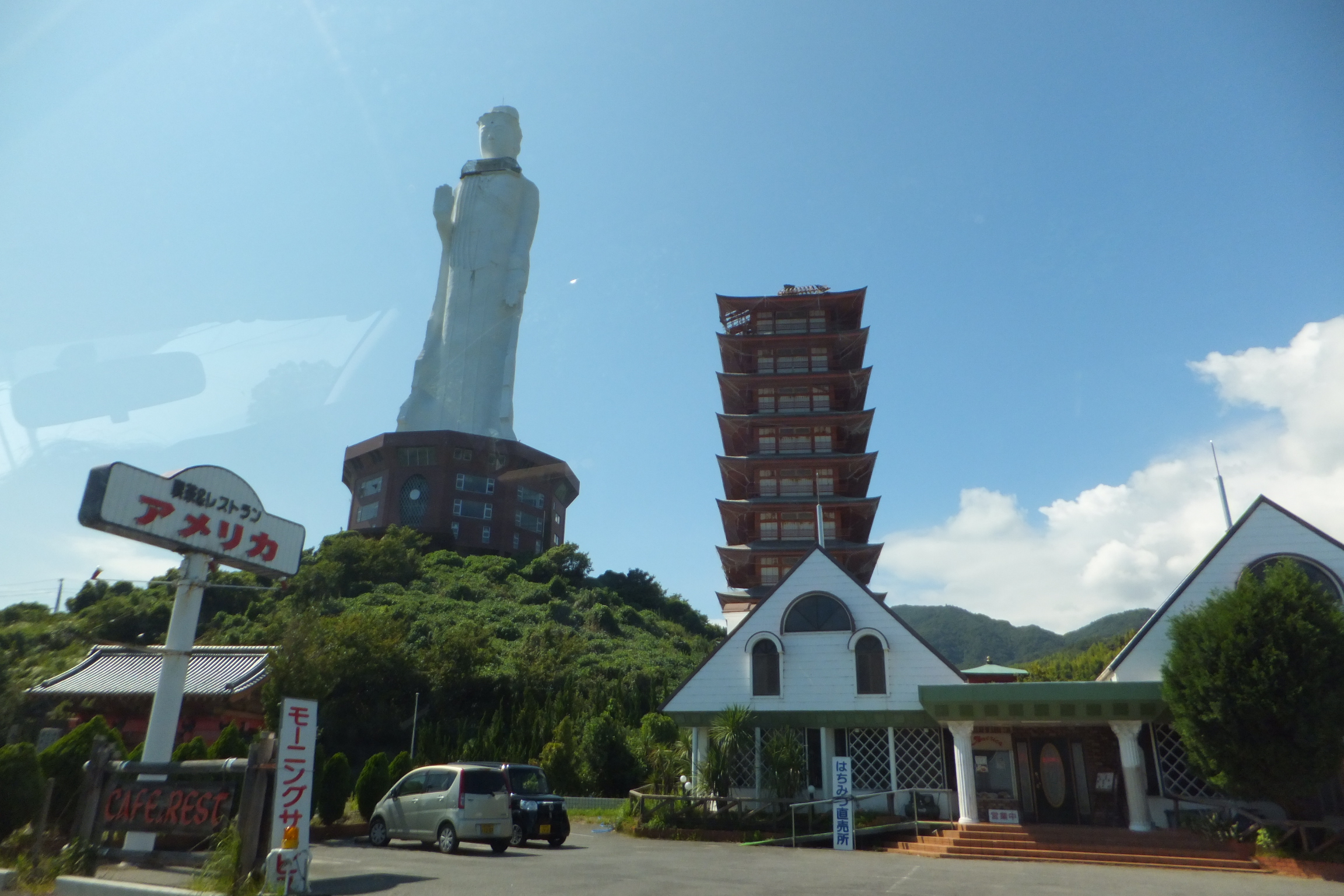
閉鎖後の平和観音寺

2011年9月10日、債権者に通知の上で淡路市職員ら50人が内部調査を行ったところ、大観音像台座の出入口は壊され、盗難や雨漏り、腐食などが確認された。展望台は望遠鏡が倒れ、雨漏りや天井板の剥落などがあり危険な状態であったことから、出入り口の封鎖や十重之塔の屋根に葺かれた銅板の飛散防止対策などが行われた。
2012年ごろには、評価額6億2000万円・関連施設を含めた不動産取得税と登録免許税合わせて4000万円以上で一時売却が進行し、税金の減免についても淡路市から一定の譲歩が引き出されたものの、建築費に由来する高額な税評価額から売却は成立しなかった。2014年8月の台風第11号通過時や2018年には、外壁が一部崩落するなど危険な状態となっている。
2019年時点で淡路市都市計画課は「空き家対策特別措置法の対象になると思う」との見解を示しつつも、市長は「そこまで強制的に行うのはどうか」と難色を示しており、債権者からの訴訟や税金支出への反発も予想されることから、具体的検討には至らなかった。

### 解体撤去
相続人がいないことから、民法の規定により2020年3月30日付で土地を含めて国の所有物となった。 これを受け、4月1日、財務省近畿財務局が、観音像を周辺施設と共に解体撤去すると発表した。2020年度中に塔と山門、2021年度から2か月で観音像をそれぞれ撤去する予定となった。解体費用は8億8000万円と試算された。
2021年6月14日に工事が開始され、2022年5月に像は姿を消した。その後、台座部分と地中の基礎も撤去し、2023年5月に解体・撤去工事を完了した。
跡地に関しては2025年度中に地下埋設物の調査や不動産鑑定評価を実施し、兵庫県や淡路市の意向を確認し、県や市に取得の希望がなかった場合は一般競争入札となる。

## 世界平和大観音像
20メートルの台座部分は地下1階・地上5階建ての博物館、6階以上が80メートルの観音像本体となっており、首の下辺りに大阪湾を望む展望台があった。館内のエレベーターはフジテック製。
- 地下1階：交通博物館。奥内が蒐集した多数のクラシックカーが無造作に並べられていた。所蔵車両は昭和30年代から昭和40年代の日本車が多かったが、中にはジャガー・マークXなどの輸入車や、ダットサン17型（英語版）などの戦前の日本車なども展示されていた[10]。閉館後は所蔵車両は売却などにより散逸しており、一部は愛好家の手でレストアが行われて現存している[11]。
- 1階：豊清山平和観音寺。台座部分の観音像入口脇に、由来を記した建立記念碑と奥内夫妻と思しき胸像が設置されている。内部は唯一の宗教施設として、本尊、四国八十八ヶ所各霊場の砂を集めたミニ四国八十八ヶ所霊場「お砂踏み」が置かれ、砂の上を踏み歩くことで参拝したと同様の功徳があるとされた。
- 2階：近代絵画美術館。パブロ・ピカソ、ミロ、ビュッフェ、藤田嗣治などの複製画が並ぶ。
- 3階：近代陶芸美術館および時計博物館。奥内が蒐集した古い掛時計や置時計が多数収蔵されていた。なお、絵画及び陶芸美術館は後述の奥内近代美術館（現在の奥内陶芸美術館）の分館という扱いであった[12]。
- 4階：展望レストラン、土産物売り場、ラドン温泉浴場、宴会場。
- 5階：民族博物館。奥内が蒐集した鎧兜や馬具などが展示されている。
- 10階：展望台。風のある日には大きく揺れる。いずれも現在は廃業。

## 交通アクセス
- 自動車 淡路インターチェンジから南へ約11キロメートル。約15分。

## 奥内豊吉の文化事業

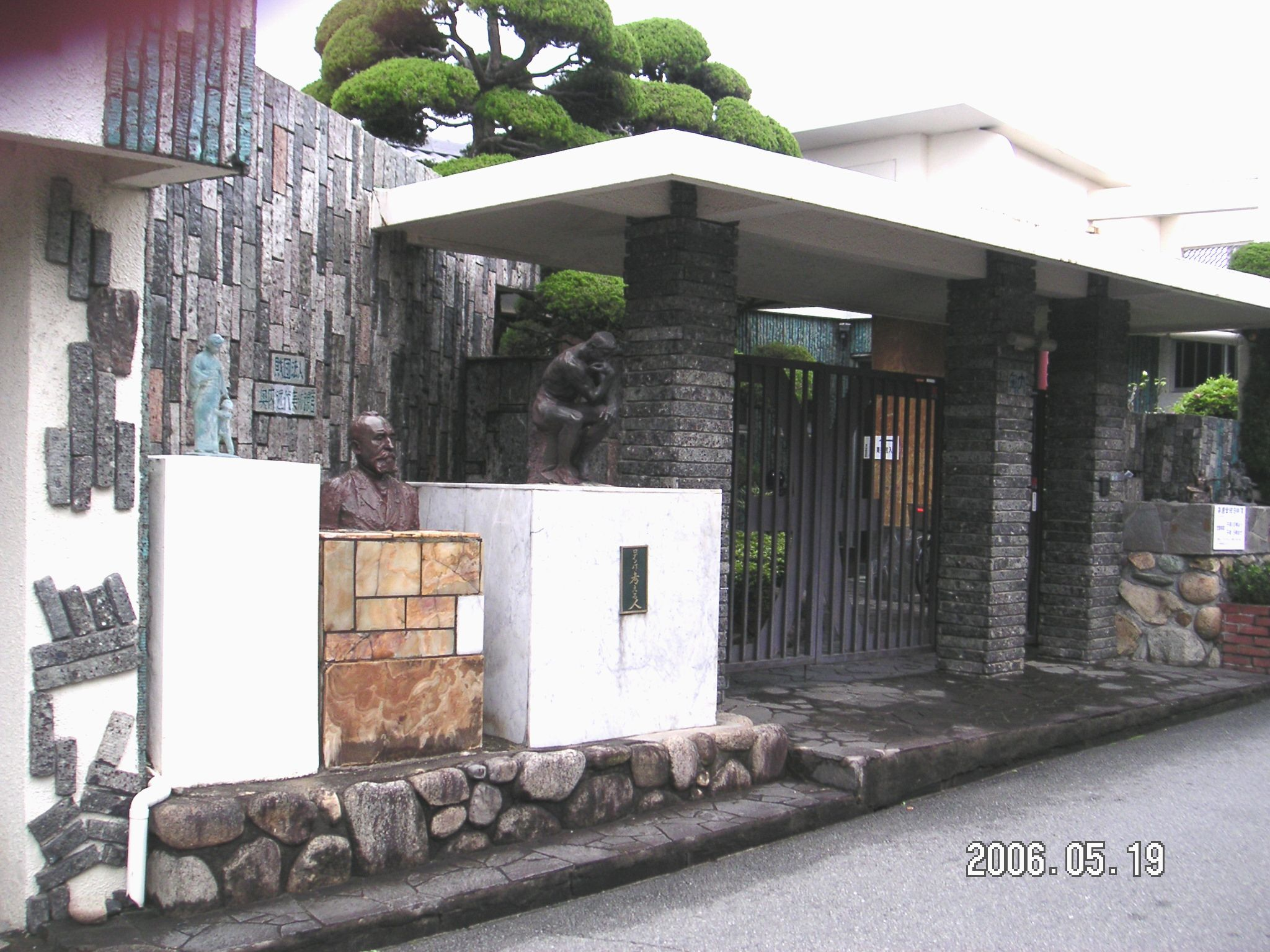
奥内陶芸美術館

奥内豊吉はこの平和観音寺の他、大阪府豊中市にも自身が蒐集した美術品を収蔵した「奥内陶芸美術館」を1972年に創立している。平和観音寺は奥内の妻の死後、法的には奥内一族の手を離れる形となったが、豊吉が創業した不動産事業グループは豊吉夫妻の遺族の手で承継され、奥内陶芸美術館も遺族の運営により公益財団法人として存続している。なお、表札の屋号は1977年開業の平和観音寺の案内表示に合わせたのか、「奥内近代美術館」と修正されている。
産経新聞の報道によると、豊吉夫妻の遺族は平和観音寺の法的権利を放棄した後も、「豊吉が建設した施設が地域に迷惑を掛けていることに対する道義的責任は感じている」として、ふるさと納税という形で相当額を淡路市に対して毎年納付し続けており、淡路市の観音像対策関連事業も、この遺族からの納税が財源として充てられているという。

## 参考サイト
- 神戸観光壁紙写真集（世界平和大観音像）
- 珍寺大道場
- 倒壊の危機？ 淡路・世界平和大観音像（タイで想う日々の日記）
- 煩悩の砦「世界平和大観音」
- 世界平和大観音（2004年9月26日の登頂記録）